# Secura (Kartoffel)

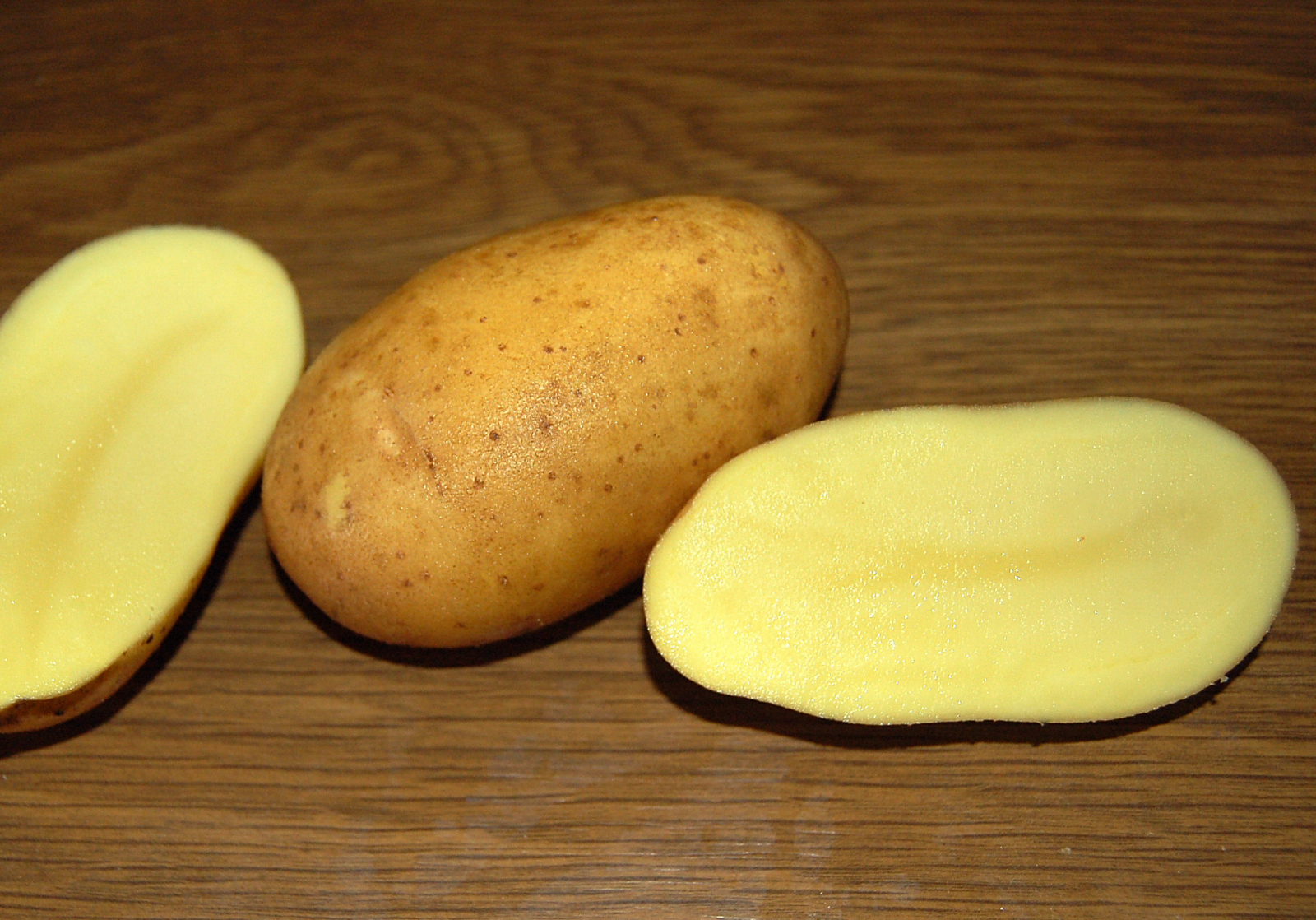
Aufgeschnittene Kartoffel der Sorte Secura

Secura ist eine deutsche glattschalige vorwiegend festkochende Speisekartoffelsorte.

## Eigenschaften
Secura zählt zu den mittelfrühen Sorten, die Aussaat geschieht im Frühjahr. Sie bevorzugt nährstoffreiche sandige bis lehmige Ackerböden und einen sonnigen Standort. Sie dunkelt beim Kochen nur wenig nach und besitzt durch ihre glatte Schale eine gute Wascheignung. Die Blüten sind hellrotviolett, die Knollen sind oval, von recht gleichmäßiger Größe und gelbfleischig. Sie zählt zu den neueren Kartoffelsorten und wurde im Februar 1985 als Sorte zugelassen.
Die Sorte weist eine hohe Residenz gegenüber der Kraut- und Knollenfäule, Kartoffelschorf, Rhizoctonia und Erwinia-Schwarzbeinigkeit, Goldnematoden vom Typ Ro1 und Kartoffelkrebs vom Pathotyp 1 auf, ist jedoch anfällig für Blattrollviren und die Dürrfleckenkrankheit. Zu den Schadinsekten zählen Blattläuse und Kartoffelkäfer.
Ihr Stärkegehalt liegt bei rund 14 %. In Bayern zählte Secura 2006 zu den 30 meistvermehrten Pflanzkartoffelsorten.